# Батиев, Дмитрий Александрович
Дми́трий Алекса́ндрович Бати́ев (19 [31] октября 1896 (по другим данным - 2 ноября), Кебырыб, Вологодская губерния — 22 ноября 1941, Ухтпечлаг, Коми АССР) — советский коми литератор, общественный и государственный деятель. Главный инициатор создания в 1921 году Автономной области коми (зырян).

## Биография

### Ранние годы
Дмитрий Батиев родился в деревне Кебырыб (по другим данным — в селе Гам) Яренского уезда Вологодской губернии. Окончив гамскую второклассную школу, он поступил в церковно-учительскую семинарию в селе Хреново Костромской губернии. Из-за нетипичной внешности и характерного акцента Батиев часто высмеивался однокашниками, отчего, по его словам, именно тогда он «стал страшным националистом, и все свои знания решился употребить на освобождение своего народа от национального гнёта».
До июля 1917 года Батиев был левым эсером, уже тогда участвуя в общественно-политической жизни Коми края, а в июне 1919 года, спустя два года беспартийности, примкнул в РКП(б). В 1920 году Батиев был назначен заведующим Зырянским отделом Народного комиссариата по делам национальностей РСФСР. На этом посту он активно пытался привлечь внимание чиновников к коми-зырянам. Как вспоминал сам Батиев, он «везде и всюду поспевая сам, не спал ночей, в вятских лаптях заходил в Кремль», заявляя о том, что коми когда-то заселяли всю центральную Россию, а название города Москвы происходит из коми языка и означает «коровья вода».

### Проект автономии Коми
Главным достижением Батиева стала подготовка масштабного проекта по созданию «Зырянской Советской Социалистической Республики», полного неординарных предложений, например, о создании отдельной Зырянской армии в составе РККА и об организации печати журнала о коми на французском языке для зарубежных читателей. Площадь Зырянской АССР, предложенная Батиевым, почти в семь раз превышала размеры современной республики Коми и охватывала такие территории, как низовья реки Печоры, Прикамье, земли, населённые коми-пермяками, ненцами и часть островов Северного Ледовитого океана, в том числе, архипелаг Новая Земля.
Проект Батиева был утверждён, но частично. Вместо Коми АССР, которая появилась только спустя 20 лет, была образована Автономная область Коми. Декрет ВЦИК, провозглашавший её создание, был подписан 22 августа 1921 года.

### Закат карьеры
Со временем политическая карьера Батиева пошла на спад. Добиваясь выделения средств на развитие коми автономии, он и подчинённые ему сотрудники Зырянского отдела зачастую давали взятки чиновникам и устраивали для них целые банкеты. На таких банкетах присутствовали, в том числе, М. И. Калинин, А. И. Рыков, А. С. Енукидзе и даже сам Сталин. Вскоре Батиева исключили из партии, арестовали за нарушения, выявленные в работе Зырянского отдела, и больше двух месяцев продержали на Лубянке. После того, как за Батиева поручились Енукидзе и ряд сотрудников Наркомнаца, он был отпущен, а «дело Зырянского представительства» — закрыто. Освободившись, в 1924 году Батиев вернулся на родину, где у него родилась вторая дочь, которую он назвал Автономой, в знак своих политических убеждений (первая, Ия, родилась в Москве в 1922 году).

### Последние годы
В 1933 году Батиев был вновь арестован по обвинению в подготовке вооружённого восстания. В следующем году он был приговорён к пяти годам лишения свободы и отправлен в Ухтпечлаг. Из заключения его освободили в 1937 году, и через несколько месяцев арестовали вновь, предъявив прежние обвинения. Осенью 1940 года Батиев вернулся домой в последний раз, и снова ненадолго: в апреле 1941 года за участие в «контрреволюционной троцкистской организации» военный трибунал приговорил его к высшей мере наказания. 22 ноября 1941 года народный комиссар госбезопасности Коми АССР Кабаков и прокурор Коми АССР Фотиев утвердили приговор, который был сразу же приведён в исполнение.
Реабилитирован 4 июня 1992 года Генеральной прокуратурой Российской Федерации.